# Ibrahim ibn al-Àixtar
Ibrahim ibn al-Àixtar (mort el 691) fou un militar alida, fill de Màlik ibn al-Hàrith an-Nakhaí, conegut com al-Àixtar.
De jove va combatre a Siffin al bàndol d'Alí ibn Abi-Tàlib (26 a 28 de juliol del 657). Més tard es va posar al servei de l'agitador al-Mukhtar ibn Abi-Ubayd, al qual va reconèixer com a cap de les forces alides mercès a una carta falsa que suposadament havia dirigit l'alida Muhàmmad ibn al-Hanafiyya a Ibrahim ibn al-Àixtar (686). La seva fama es va consolidar mercès a una victòria que va obtenir sobre els omeies a al-Jazira prop de Madain (6 d'agost del 686), en la qual va matar de pròpia mà Ubayd-Al·lah ibn Ziyad i altres adversaris notables, els caps dels quals foren enviats a al-Mukhtar que al seu torn els va enviar a Abd-Al·lah ibn az-Zubayr.
Al-Mukhtar va morir en combat el 3 d'abril del 687 en una sortida quan estava assetjat a Kufa per Mússab ibn az-Zubayr. Llavors Ibn al-Àixtar era a Mossul i va donar suport a Mússab. Va morir combatent per Mússab a Maskin l'octubre del 691, el dia abans de la batalla de Dayr al-Jathalik.